# Călugăreni (Prahova)
Călugăreni è un comune della Romania di 1 395 abitanti, ubicato nel distretto di Prahova, nella regione storica della Muntenia. 
Il comune è formato dall'unione di 2 villaggi: Călugăreni e Valea Scheilor.